# Йоан Серски
Йоан Серски (на гръцки: Άγιος Ιωάννης ο Νεομάρτυρας εκ Σερρών) e източноправославен мъченик от XV век.

## Биография
Роден е във втората половина на XV век в южномакедонския град Сяр в богато семейство. Още млад се държал на обществени места като равен на мюлюлманите и се обличал бляскаво. Затова около 1480 година турци го наклеветяват пред властите, че е унижил вярата им, като е обещал да стане мюсюлманин, а после е отказал. Йоан е арестуван и съден. Съдиите се опитват да го накарат да смени вярата си срещу пари, но неуспешно. След това прибягват към различни мъчения. След твърдия отказ на Йоан, той е осъден на смърт и изгорен на клада в Сяр.
Службата на Йоан Серски е написана от великия ритор на Константинополската патриаршия Мануил Пелопонесец, вероятно между 1491 и 1497 година. Паметта му се чества на 12 май.